# کارونگا
کارونگا (به لاتین: Karonga) یک زیستگاه انسانی در مالاوی است که در بخش کارونگا واقع شده‌است.

## خصوصیات
کارونگا ۴۲٬۵۵۵ نفر جمعیت دارد و ۴۷۷٫۹۳ متر بالاتر از سطح دریا واقع شده‌است.